# 汪绍训
汪绍训（1907年—1986年），男，江苏常州人，中国医学影像学家、临床医学教育家，曾任中华医学会常务理事，第五、六届全国政协委员。